# 云南木姜子
云南木姜子（学名：Litsea yunnanensis）为樟科木姜子属下的一个种。其种加词 yunnanensis 意为“云南的”。